# Bactrocera melanothoracica
Bactrocera melanothoracica är en tvåvingeart som beskrevs av Drew 1989. Bactrocera melanothoracica ingår i släktet Bactrocera och familjen borrflugor. Inga underarter finns listade.